# ノリッジのジュリアン
ノリッジのジュリアン（Julian of Norwich, 1342年11月8日? - 1413年?）は、イングランドの神学者。キリスト教神秘主義の系統に属し、幻視にもとづいて書かれた『神の愛の十六の啓示』（Sixteen Revelations of Divine Love）で知られる。聖公会、カトリック教会、一部米国の福音ルーテル教会で聖人。

## 概説
彼女の生涯についてはほとんどわからない。名前すらも正確でなく、ジュリアンという名前は彼女が観想生活を送っていたノリッジのジュリアン教会に由来している。30歳のとき、大病を患って死の床にあったとき、一連の幻視（ヴィジョン）を見たという。20年たって彼女はこのヴィジョンをまとめて著作にし、『神の愛の十六の啓示』（1393年ごろ）とした。この本は史上、女性の手により英語で書かれた最初の本であり、かつその中に神とキリストとを女性的に描いている記述が存在することでも近年注目されている。
彼女の神学は非常に前向きで、義務と法でなく喜びと共感による神の愛を説く。ジュリアンにとって苦しみは罰ではなく、神へ近づく道であった。これは疫病を神の罰と考えるような同時代の思想からはかけはなれた発想であった。彼女は万人救済論者の先駆であるともいわれる。
聖公会では5月8日を記念日としている。

## 著作
- （内桶真二 訳、Marion Glasscoe 編）『神の愛の啓示　ノリッジのジュリアン』 178頁、大学教育出版、2011年。ISBN 978-4887309951。